# Guttorm Sigurdsson Dagling
No confundir con Guthormr Sigurðarson (m. 1204) rey de Noruega.
Guttorm Sigurdsson Dagling (nórdico antiguo: Guthormr Sigurðarson, apodado el Sabio n. 836) fue un caudillo vikingo del reino de Ringerike en la Noruega del siglo IX. Era hijo de Sigurd Hart y hermano de Ragnhild Sigurdsdatter y por lo tanto tío del rey Harald I y fue regente del joven rey de diez años en Vestfold a la muerte de su padre Halfdan el Negro.
Según la saga Heimskringla  de Snorri Sturluson, el papel de Guttorm fue primordial para defender las posesiones del rey Harald hasta que cumplió su mayoría de edad. Guttorm fue un brillante estratega como se demostró en la batalla de Hakedal derrotando a Gandalf Alfgeirsson de Alvheim, considerada la primera tentativa de conquista por parte de los reinos adyacentes de Oppland aprovechando la debilidad de un rey tan joven.
Con Guttorm el reino del joven Harald se extendió por Ringerike, Hedmark, Gudbrandsdal, Hadeland, Toten, Romerike y norte de Vingulmark.

## Herencia
Algunas fuentes le imputan la paternidad de varios hijos:
- Ragnar Guttormson
- Ragnhild Guttormdatter
- Aslaug Guttormdatter
- Sigurd Guttormson, posiblemente ilegítimo